# Новий світовий лад
Новий світовий лад (англ. New World Order; лат. Novus Ordo Seclorum) — теорія зміни існуючого устрою світу в результаті діяльності таємних організацій, в яких перебувають найвпливовіші люди планети.

## Використання терміна
Термін «Новий світовий лад» вживаний в основному в політиці для позначення різноманітних явищ в сьогоденні і прогнозів на майбутнє світового устрою. Загальноприйнятого значення не має. Латинський девіз «Новий світовий лад» розміщений Чарльзом Томпсоном в 1782 році на печатці США, в основі зображення піраміди. У свою чергу він сходить до знаменитої IV еклозі Вергілія, де зображається майбутнє процвітання людства; у Середньовіччі ці рядки трактувалися як пророцтво про епоху християнства. Іронічне трактування словосполучення «Чудовий новий світ» (англ. Brave New World) у Кіплінга і Гакслі полемізує з цими уявленнями і носить вже антиутопічний характер.
Поняття «Новий світовий лад» уживалося в дискусіях про майбутній устрій світу в різні історичні періоди: після Першої світової війни, Другої світової війни і особливо в період перебудови і краху соціалістичного блоку. Розробці поняття «Новий світовий лад» присвячений також ряд робіт англомовних публіцистів початку 1990-х років, зазвичай вони відносяться до конспірологічної літератури.

## Точки зору

### Неоколоніальна
Згідно з неоколоніальним трактуванням поняття, Новий світовий лад — концепція світового устрою, що являє собою відображення неоколоніалізму Заходу і його сателітів (у вигляді, наприклад, Японії). Така концепція нового світового ладу тісно пов'язана з ідеєю мондіалізму, так як, згідно з переконаннями прихильників цієї теорії, як теорію змови «світового уряду», будуть посаджені представники конгломерату найбагатших країн світу (багатих не тому, що багаті природними й іншими ресурсами, а багатих тому, що змогли підпорядкувати собі всю світову економічну систему). Таким чином, новий світовий лад, з погляду неоколоніального трактування — це безпосереднє впровадження в світову практику і в суспільну свідомість ідей про те, що все людське суспільство повинне бути розділене на два класи — клас обраних і клас тих, хто обслуговує обраних. Обидва класи повинні складатися з не більше ніж одного мільярда людей (більшого ресурси планети не витримають), а решта людства повинна бути «пущена у витрату», як повністю нерентабельне або не відповідне стандартам нового світового ладу. Критики неоколоніалізму стверджують, що останнім часом в життя входить радикальний мондіалізм, а саме заперечення суверенітету народів над їхнью територією і ресурсами. Це повело до важливого зрушення в уявленнях про право. Ті сили, які володіють економічною і військовою силою для того, щоб формулювати принципи нового світового ладу, по суті оголосили свої права володіння і розпорядження ресурсами всього світу. Це настільки увійшло до масової свідомості, що практично ніхто з впливових сил не ставив під сумнів, наприклад, право Заходу «покарати» Ірак, який поставив під загрозу рівновагу цін на нафту. Тим самим Захід відкрито прагне уникнути ризику «розбазарювання» сировини по національних «квартирах».

### Конспірологічна
У поєднанні з терміном Новий світовий лад часто пов'язуються також різні конспірологічні уявлення про світове панування якихось таємних товариств (ілюмінатів, масонів, Череп і кості, єзуїтів чи сіоністів (Зіон), комітет 300).